# クリエイティブ・スペース赤れんが
クリエイティブ・スペース赤れんが（クリエイティブ・スペースあかれんが）は、山口県山口市にある文化交流施設。登録有形文化財。

## 概要
大正期の赤れんがの建物で、1918年（大正7年）に山口県立山口図書館の2番目の書庫として完成。昭和初期に図書館が移転したため、1929年（昭和4年）に所管が山口県教育会に移管され、山口県教育会館（1928年竣工）の一部としても利用された。
1980年代に山口県教育会館の移転改築が決定。一旦は取り壊しが決定したが、1982年（昭和57年）に有志が「赤れんがの会」を結成して保存運動を開始。所管する山口県は「文化団体が保存管理し、文化施設としての諸条件が整うなら」との条件で建物の貸し付け又は譲渡について協力する方針を示す。これを受けて山口市が保存活用方法について検討を行った結果、1990年（平成2年）に市がふるさと創生事業を活用して改修が行い保存することになり、翌年工事に着工、1992年（平成4年）5月25日に「クリエイティブ・スペース赤れんが」として開館した。
リノベーションにあたっては、煉瓦造の外壁を鉄骨と樹脂アンカーで補強し、外観を活かしながら木造3階建から鉄骨造2階建に内部構造を変更（2階・3階の床を撤去し、旧2階の窓のすぐ下に新たな床を設置）。隣接して鉄骨2階建の管理棟と両者を結ぶロビー棟を新たに建築した。
1998年（平成10年）に登録有形文化財となる。2022年（令和4年）8月9日に開館30周年記念式典を開催する。

## 受賞歴
- 1993年 - BELCA賞（ベストリフォーム・ビルディング部門）[2][3]
- 2017年 - JIA25年建築選[3][5]